# 瓜拉尼人
瓜拉尼人（英語：Guaraní people）是一共享相似文化基礎的南美洲原住民族。
Guaraní 一詞的由來和意義至今還是很有爭議。在歐洲人到來之前，瓜拉尼人稱呼他們自己為「Abá」，瓜拉尼語中為“人”的意思。最先是耶穌會傳教士用來稱呼轉而信仰天主教的當地人，瓜拉尼語中為「戰士」之意；沒有接受傳教的人則稱為Cayua或Caingua (ka'aguygua)，意為“從森林中來的人”。現今Guaraní的意義已廣泛地延伸到包含所有的當地人，且不論社會地位；Cayua，有時仍被用來指那些沒有好好地融入主流社會的人。芭芭拉‧岡松(Barbara Ganson)曾提到，Guaraní 一詞是由西班牙語來的。
他們居住的範圍和圖皮人相近，不過使用不同的語言，是為不同的民族，但兩個語言都屬於圖皮─瓜拉尼語族。在現代西班牙語中，瓜拉尼也可用來代指巴拉圭，一如法國有時被稱為高盧。

## 民族分布、人口與語言

### 民族分布與人口

深綠色：地方語言為官方和主要發言。中等綠色：有相當數量發言者領域。淺綠色：其餘的南方共同市場。淺粉色：西班牙﹝移民口語﹞

瓜拉尼人的傳統居住範圍在今日巴拉圭的烏拉圭河和巴拉圭河的下游之間、阿根廷的密西奧內斯省、巴西南部(最北曾經到達里約熱內盧)，和部分分布在烏拉圭及玻利維亞。雖然他們過去在地區上的人口優勢已經隨著歐洲殖民和麥士蒂索人的比例增加而消失，但這些地區現今仍有瓜拉尼人。
目前玻利維亞擁有最多的瓜拉尼人口。根據玻利維亞的瓜拉尼人民大會的數據，玻利維亞有超過300個瓜拉尼群體，大約8萬瓜拉尼人居住在玻利維亞的西南部的聖克魯斯省(Santa Cruz de la Sierra)和查科(Gran Chaco Province)。
巴拉圭為擁有第二多瓜拉尼人口的國家，根據官方調查，大約有5.35萬的瓜拉尼人口，主要居住在巴拉圭的東部，接近和巴西及阿根廷的邊界。
第三大瓜拉尼人口國是巴西，根據國家衛生基金會（the Nation Foundation of Health, FUNASA）和原住民傳教會（the Missionary Council on Indigenous Issues, CIMI）的研究，約有5萬人口。其中有大約八成住在南馬托格羅索州 (Mato Grosso do Sul)，兩成分布於南里奧格蘭德州(Rio Grande do Sul)、聖卡塔琳娜州(Santa Catarina)、巴拉那州(Paraná (state)) 、聖保羅州(São Paulo)、里約熱內盧州(Rio de Janeiro)和在帕拉州(Pará)的一個保留區。
第四大為阿根廷，有4.2萬人口，主要集中在國家的北部。
| 國家     | 地區             | 大約人數 |
| -------- | ---------------- | -------- |
| 玻利维亚 | 聖克魯斯省查科省 | 80,000   |
| 巴拉圭   | 東部             | 53,500   |
| 巴西     | 南馬托格羅索州   | 40,000   |
| 巴西     | 其他             | 10,000   |
| 阿根廷   | 國家北部         | 42,000   |

### 語言
民族使用語言：瓜拉尼語
瓜拉尼語過去曾被中上階層瞧不起，現在則因視為一種國家的獨特象徵，而受到相當的敬重。現今瓜拉尼語在瓜拉尼人的傳統居住範圍中仍被廣泛地使用，並且是巴拉圭的官方語言之一(共兩個，另一是西班牙語)。現在的巴拉圭人學習瓜拉尼語的管道有二：一為正式地從公立學校學習；二則從一般的社交中學習。由於大多數的瓜拉尼人都是雙語的，同時知曉西班牙語和瓜拉尼語，因此這兩種語言便很自然地交互影響，例如：在瓜拉尼語中常出現向西班牙語借詞的現象。此外，瓜拉尼語還被認為是擬聲的語言，其中有許多是模仿森林和動物的聲音。
瓜拉尼語的第一部字典是由神父安東尼奧•魯伊斯蒙托亞(Antonio Ruiz Montoya) 於1639年在馬德里出版，共814頁，包含約8100字。這本書被譽為"Treasury of the Guarani language".

#### 瓜拉尼語中的西班牙語借詞現象
資料來源：瓜拉尼語
借詞很多都是指稱在西班牙殖民美洲前未為新世界住民所知的觀念的。其中的一些範例如下：
| 類別 | 西班牙語   | 瓜拉尼語   | 語義     |
| ---- | ---------- | ---------- | -------- |
| 動物 | vaca       | vaka       | 牛       |
| 動物 | caballo    | kavaju     | 馬       |
| 動物 | cabra      | kavara     | 山羊     |
| 宗教 | cruz       | kurusu     | 十字架   |
| 宗教 | Jesucristo | Hesukrísto | 耶穌基督 |
| 宗教 | Pablo      | Pavlo      | 使徒保羅 |
| 地名 | Australia  | Autaralia  | 澳大利亞 |
| 地名 | Islandia   | Iylanda    | 冰島     |
| 地名 | Portugal   | Poytuga    | 葡萄牙   |
| 食物 | queso      | kesu       | 起士     |
| 食物 | azúcar     | asuka      | 糖       |
| 食物 | morcilla   | mbusia     | 血腸     |
| 植物 | canela     | kanéla     | 肉桂     |
| 植物 | culantro   | kuratũ     | 芫荽     |
| 植物 | anís       | ani        | 茴香     |

## 地理環境
瓜拉尼人最主要分布在
- 玻利維亞聖克魯斯省：玻利維亞東部

玻利維亞屬於西高東低的國家，東部低地包含亞馬遜森林
- 巴拉圭國家東部

巴拉圭為內陸國家，有巴拉圭河從北到南貫通國土。巴拉圭河以東的地區，以地形起伏著稱，在河川下游多沼澤地和肥沃土地，提供農業和牛隻養殖業優良的發展基礎。
- 巴西南馬托格羅索州：巴西西南方

巴西北部多為亞馬遜雨林，南部多丘陵，農業的重要基地。

## 歷史沿革

### 歐洲接觸以前
瓜拉尼人和歐洲人接觸之前的歷史並沒有完善的紀錄。因為沒有書寫文字，也因為他們是半遊牧社會，所以早期的歷史完全是倚賴口語流傳，尋求可靠歷史紀錄的方法少到幾乎沒有。

### 歐洲接觸
1537年，貢薩洛•門多薩(Gonzalo de Mendoza) 穿越巴拉圭來到現代巴西的邊疆。他在回程上認識了瓜拉尼人並建立了亞松森(Gran Asunción)，後來巴拉圭的首都。Guayrá地區的第一任西班牙帝國總督實行通婚政策，使歐洲人和本地的婦女結婚，後代是今日的巴拉圭民族。除此之外，他也率先奴役本土瓜拉尼人。
最先到來的兩個耶穌會傳教士，神父巴爾塞納(Alonzo de Bárcena)和神父安古洛(Angulo)，在1585年來到了現在位於巴西南部的巴拉那州(Paraná (state))。很快地，許多耶穌會傳教士先後接連到達，並在亞松森建立一所耶穌會大學。1608年，在一次耶穌會對於西班牙奴役瓜拉尼人的抗議後，西班牙國王菲利普三世Philip III of Spain授與耶穌會在Guayrá部落地區傳教及殖民的官方權力。在早期，「巴拉圭」被廣義地用來指稱巴拉圭河的流域，包括部分現今的烏拉圭、阿根廷、玻利維亞和巴西。
探索的任務通常是由聖芳濟修會 Franciscan的修道士完成的。在亞松森的早期歷史中，神父路易斯•博拉尼奧斯(Luis de Bolaños)將天主教教理翻譯成瓜拉尼語，並向居住於他定居處附近的瓜拉尼人傳教。在1588年至1589年間，聖弗朗西斯‧寇索蘭諾(Francis Solanus)從祕魯出發，橫越查科的荒野，止步於亞拉森。途中沒有注意、關注到瓜拉尼人。他的離去一併將傳教的任務及保護當地瓜拉尼人不被奴隸販子抓走的工作留給了耶穌會傳教士。
耶穌省會會長托雷斯(Torres)在1607年到達後，隨即成為反對對瓜拉尼人施加酷刑的人之首。

#### 奴隸制

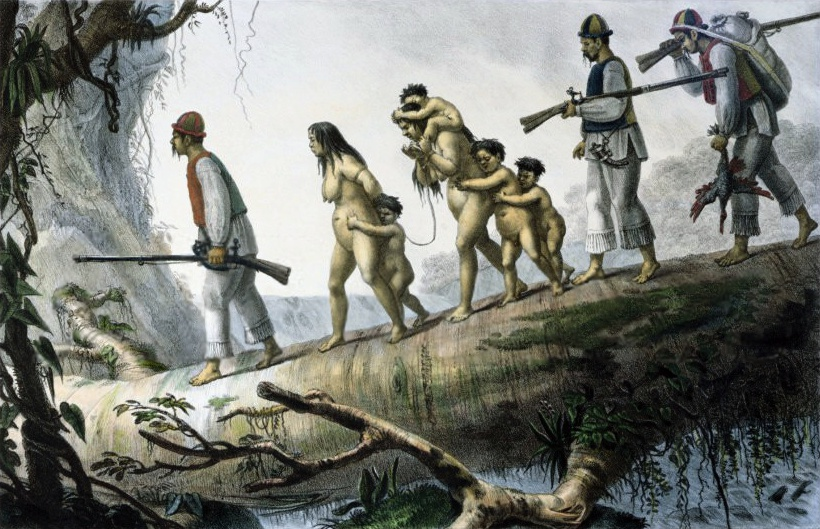
一家瓜拉尼人被奴隸獵人抓走

奴隸貿易的中心和倉庫是聖保羅鎮(the town of São Paulo)。
這地方原本是葡萄牙海盜和荷蘭海盜最初的集合地點，後來成為罪犯們的避難場所。罪犯和本土的美洲人及非洲人積極地參加捕捉瓜拉尼人作為奴隸的行為。
瓜拉尼部落卻只有弓與箭能夠抵擋奴隸獵人的武裝攻擊，因此許多瓜拉尼人被殺害或被奴隸獵人抓去巴西當奴隸。

#### 耶穌會傳教士的到來及削減
主要文章：耶穌會削減(Jesuit Reductions)
在西班牙王室的保護之下，第一個到Guayrá地區的傳教團，由神父Cataldino和神父Marcerata於1610年成立在Paranapané(Paranapanema). 由於教會能夠提供瓜拉尼人實質的保護免於被抓去當奴隸，大批的瓜拉尼人便湧入此區。超過12個歸化區很快地被建立，容納40,000個瓜拉尼人。看見眼前如此成功的案例，神父Gonzalez也在1627年，帶著他的兩個同伴到烏拉圭建立二至三個歸化區。但當地的部落卻燒毀他們的歸化區並殺光他們的祭司和傳教士。
然而從奴隸獵人的眼中看來，這些歸化區只不過是個能夠讓他們一次捕獲更多的瓜拉尼人的機會而已。1629年，Paulistas軍隊包圍聖安東尼奧(the San Antonio)歸化區，放火焚燒教堂等建築，殺死抵抗的、太過年輕或年老至不能夠旅行的，並將剩餘的瓜拉尼人抓去做奴隸。聖米格爾(San Miguel)歸化區和耶穌瑪麗亞(Jesus Maria)歸化區很快地也遇到了同樣的命運。最終，神父Cataldino集結剩餘的反抗力量將奴隸商人趕走。但，在兩年內，除了殘存的兩個歸化區，其他都被摧毀，有60,000轉而信天主教的瓜拉尼人被賣至聖保羅和里約熱內盧。奴隸商人的攻擊通常出現在禮拜日，當歸化區全部的人都在做彌撒時。有些祭司僥倖存活下來，但也有些被殺。倖存瓜拉尼預計聲討他們目前所信仰的、由傳教士傳入的精神信仰─天主教。只有幾千的瓜拉尼人選擇留下(在Paulistas入侵前有約100,000人)。
神父Antonio Ruiz de Montoya購買1萬牛，欲讓原本從事農耕的瓜拉尼人轉作畜牧。不久，神父Rançoncier和神父Romero重新在烏拉圭建立歸化區。在1632年，Mamelucos發現從南方來的攻擊。1638年，儘管過去有些成功的抵抗，但他們拋棄12個歸化區，聯合成一個統一的力量。神父Afaro在最後一次的突襲中被殺死。同年神父Montoya成功阻止總督和亞拉森主教意欲縮減瓜拉尼人的自由和歸化區有的行政管理權，爾後便前往歐洲。他成功的透過信件獲得教皇烏爾班八世(Pope Urban VIII)禁止傳教士奴役當地人，並且對此有嚴厲的逞罰措施；他也從國王西班牙菲利普四世(Philip IV of Spain)獲得允許：基於國防原因，瓜拉尼人得以攜帶槍支以及耶穌會的退役軍人可以培訓當地軍隊。
在1641年，Paulista 軍隊攜帶一之800人的菁英軍隊前來，他們和瓜拉尼人在Acaray River遇見。Paulista 軍隊在兩次戰役中被打敗，終結他們10年來的入侵。1651年，一場西班牙和葡萄牙之間的戰爭促使另一支Paulista 軍隊入侵。在西班牙軍隊前來保護歸化區領地前，耶穌會便自行領導一支軍隊抵禦。1732年，是瓜拉尼軍隊最強大的時候，瓜拉尼歸化區有7,000人的精良部隊防守。在多次的防守，祭司也和軍隊們一起捍衛西班牙殖民地。當年有30個瓜拉尼歸化區，141,252瓜拉尼人已轉信天主教。在1734年，一場天花造成約30,000人死亡；1765年第二次爆發，約12,000人死亡，並向西蔓延，傳到查科的部落。

#### 保衛烏拉圭歸化區
在1750年，西班牙和葡萄牙之簽訂馬德里條約（Treaty of Madrid (13 January 1750)），七個在烏拉圭上的瓜拉尼歸化區被勒令拆除。但他們拒絕離開。（更多資訊：Guaraní War）
爾後耶穌會獲得西班牙皇家法令，恢復他們在那塊有爭議的土地上的管轄權。

#### 耶穌會遭驅逐
1767年，西班牙皇家法令將耶穌會傳教士從這些地區中驅逐。由於擔心此決定的結果，總督Antonio María de Bucareli y Ursúa在1768年將任務委託給他的兩名軍官和其500人軍隊。儘管耶穌會擁有14,000人的軍隊，但他們沒有抵抗地離開了。
查看更多資訊：Suppression of the Society of Jesus

#### 歸化區的銳減

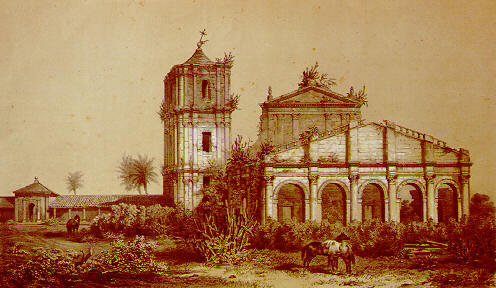
位於巴西里約熱內盧的教堂São Miguel das Missões已成為廢墟

但歸化區被移交給祭司管理，主要是聖芳濟修會（Franciscan），但仍在總督法及耶穌會的制度下進行。
在政治混亂的情況下，歸化區的數量迅速降低。大多數的瓜拉尼人回到了農村。
根據1801年的官方人口普查，歸化區只剩不到45,000人， 牛、羊、馬已經消失，田野和果園已被砍伐和荒廢，教會也在廢墟中。
1814年，只剩8,000人留在歸化區；1848年只剩更少的瓜拉尼人，留下的人被頒布公民身分。

### 後來
瓜拉尼人離開了歸化區，但一部分的人卻回不去他們原本的農耕方式和傳統的生產模式。他們反而成為了所謂的“文明的印地安人”。瓜拉尼使用他們與耶穌會傳教士學過的知識，成為公民並在各行業的工作。

## 社會、家庭與婚姻

### 社會關係
傳統歡迎客人、向客人致敬的方式是：女主人必須哀悼、訪讀客人已死去的親屬的令人欽佩的事蹟。客人避用他們的手遮住臉，作為表達悲傷的樣子。一些像這樣的歡迎方式已經漸漸不為人所用了。
在一些族群中，歡迎的儀式提供年輕人約會的機會。這些慶祝活動被稱為 kotyú ，旨在舉行、慶祝重要的神話，同時讓年輕男子和年輕女子一起跳舞以表達他們的愛意。他們一邊跳kotyú，一邊交換正式、親善友好的，甚至浪漫的歡迎及問候。

#### 通過儀式
一個男孩要成為青少年，他必須要和一群人一起通過啟動儀式。整個儀式的方向會依照薩滿來進行。男孩的下唇會被一塊木板劃破，接下來的幾天他必須按照嚴格的規定進食，主要以玉米為主。儀式之後，他就可以用成人的話和成人的交談方式來和人交談。在啟動儀式中，男孩被教導適當的行為，包括：努力工作、克制自己不去傷害他人、培養穩健適中的習慣、不酗酒以及決不毆打他未來的妻子。
當一個女孩到達青春期時，她將會在其他女性親屬的照顧下被隔離一段時間。她的母親將給予她關於未來婚姻指導。

### 家庭生活
傳統的擴展大家庭需要一起合作、共同生活，且這通常會在氏族頭頭的管轄之下。不過現在這種生活方式已大多被小家庭取代。
有些婚姻習俗正在改變。年輕人在選擇伴侶上變得更加堅持自己的意見。但在以前，瓜拉尼人通常指腹為婚。酋長擁有數名妻子，且並非個案。
有些瓜拉尼人養狗，他們將之視作狩獵同伴，尤其是在美洲虎仍存在的叢林地區。某一些地區的瓜拉尼人飼養雞和其他農場動物。

### 婚姻
瓜拉尼人有時擁有非正式婚姻：一個年輕男人在沒有正式結婚儀式的情況下，帶一年輕女子到他父母家共同居住一段時間。如果他想和她結婚，他必須徵得她父親的許可。在一對夫妻組成家庭後，他們希望孩子能在寬容及善良的美德中成長，且會避免打孩子。

## 產業與生活

### 產業
在西班牙的到來，瓜拉尼人靠狩獵為生，捕魚和採集。他們的武器是弓箭和棍棒。
爾後瓜拉尼人採取游耕的方式，雖然這種傳統作法現在仍在某些領域使用，但在其他地方，有瓜拉尼人採取更加安定的農耕。目前傾向以依靠農業為主。

### 民生

#### 居住
瓜拉尼人通常住在長方形的房子，依照群居的模式，大家的房子會圍著一個正方形廣場。今日農村人生活在簡單的磚造或木製房子，有一個或兩個房間，頂部有大片遮蔽。

#### 飲食
主食是木薯和玉米。木薯經常以烤或煮的方式烹煮。也種植紅薯、豆類、甘蔗、南瓜和熱帶水果：如香蕉和木瓜。在森林地區，有些瓜拉尼人會採集蜂蜜。Chipas是由玉米粉製成的蛋糕。auimiatucupé則是，用樹葉將玉米麵糰包起來放進灰中燜夯。

#### 飲食文化
瓜拉尼食品：瓜拉尼人以他們自己的文化遺產為傲，常常粗略地以三個方面來概括他們的文化：講瓜拉尼語、喝巴拉圭(Yerba mate)茶(一種草本茶)以及吃樹薯（木薯）。三餐幾乎都供應樹薯。巴拉圭茶是一種由Mate (mah-tay)的葉子沖成一個輕度刺激的茶，冷的稱作tereré；熱的則稱作Mate。巴拉圭茶的文化已經延續幾百年。

## 信仰與節日

### 原始信仰

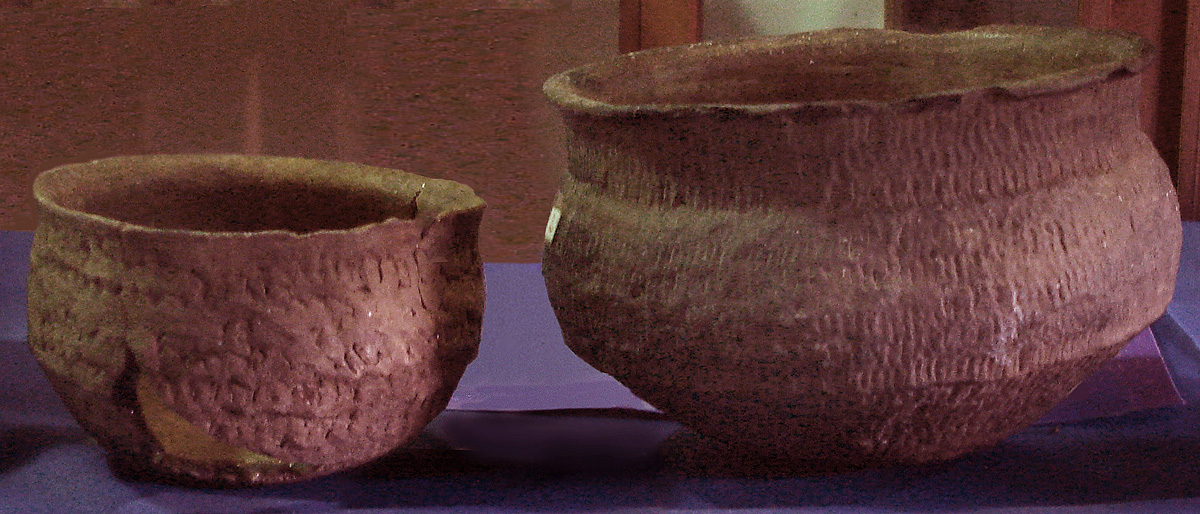
瓜拉尼的陶瓷碗，位於Farroupilha博物館

實行萬物皆有靈的泛神論。現今，瓜拉尼的原始信仰已變得鮮為人知，但大部分以民間傳說和神話的形式流傳下來。瓜拉尼神話在巴拉圭農村仍然普遍存在。根據耶穌會傳教士(Martin Dobrizhoffer)的說法，他們實行cannibalism，也許是作為一個葬禮儀式，不過他們隨後會將死者放進一個大罐子，以倒置的狀態下扔在地上。
並非所有的瓜拉尼人都有相同的信仰。在今日瓜拉尼的三大部落，Chiripás、 Mbayá和 Pai-Kaiovás之間也存在一些有趣的差異。普遍來說，他們都認為每個人有一個「地上的」靈魂和一個「神聖的」的靈魂。夢境從神聖的靈魂而來，是薩滿的靈感之源。薩滿是神聖世界和世俗世界之間的媒介，他們同時還擁有辨識惡人、保護族群以及治癒疾病的任務。有些瓜拉尼人相信輪迴。那些受到天主教影響更深的瓜拉尼人相信惡人會去「黑暗之地」(暫譯，原文 a land of darkness)，好人則會到達「無惡之地」(暫譯，原文 land without evil)。

### 神話與傳說
位於阿根廷北部的國立米西奧內斯大學蒐集並編纂許多瓜拉尼的神話和傳說，於1870年出版《神話與傳說：一趟探訪瓜拉尼土地之旅》（此為暫譯，原文Myths and Legends: A journey around the Guarani lands），此書於1906年譯成英文。
瓜拉尼神話和傳說大致可以分為以下幾大類：
- 宇宙起源和末世論的神話：Ñamandú（西班牙语：Ñamandú），支配一切事物的創造與毀滅，意即「第一個到來的，真正的父親」。在他之後，來了萬神殿的眾神，其中Yporú，更常稱呼為Tupã，是為眾神之首。Yaci是一個統治夜晚的”好”神，而Aña是住在伊瓜蘇底部的邪惡之神。[10]

- 萬物皆有靈的神話：不論是動物、植物或是礦物，都被擬人化、或賦予生命，甚至被視為由人的靈魂蛻變而成的。這樣的過程中擬人似乎上帝一樣，因為他們的美德或罪惡的神的神殿決定。如此萬物有靈論的傳說包含：Lobizón (Luison)，一個狼人類型的存在、Mainimbi或蜂鳥，將居住在花中的善靈帶回去給Tupá，好讓他珍惜他們、Isondú或螢火蟲都是Panambi（蝴蝶）的轉世、Caá Yarîi，後來成為神聖的藥草Yerba mate以及Irupé，因為愛上月亮的緣故變成一株巨大百合花的女人。[11]

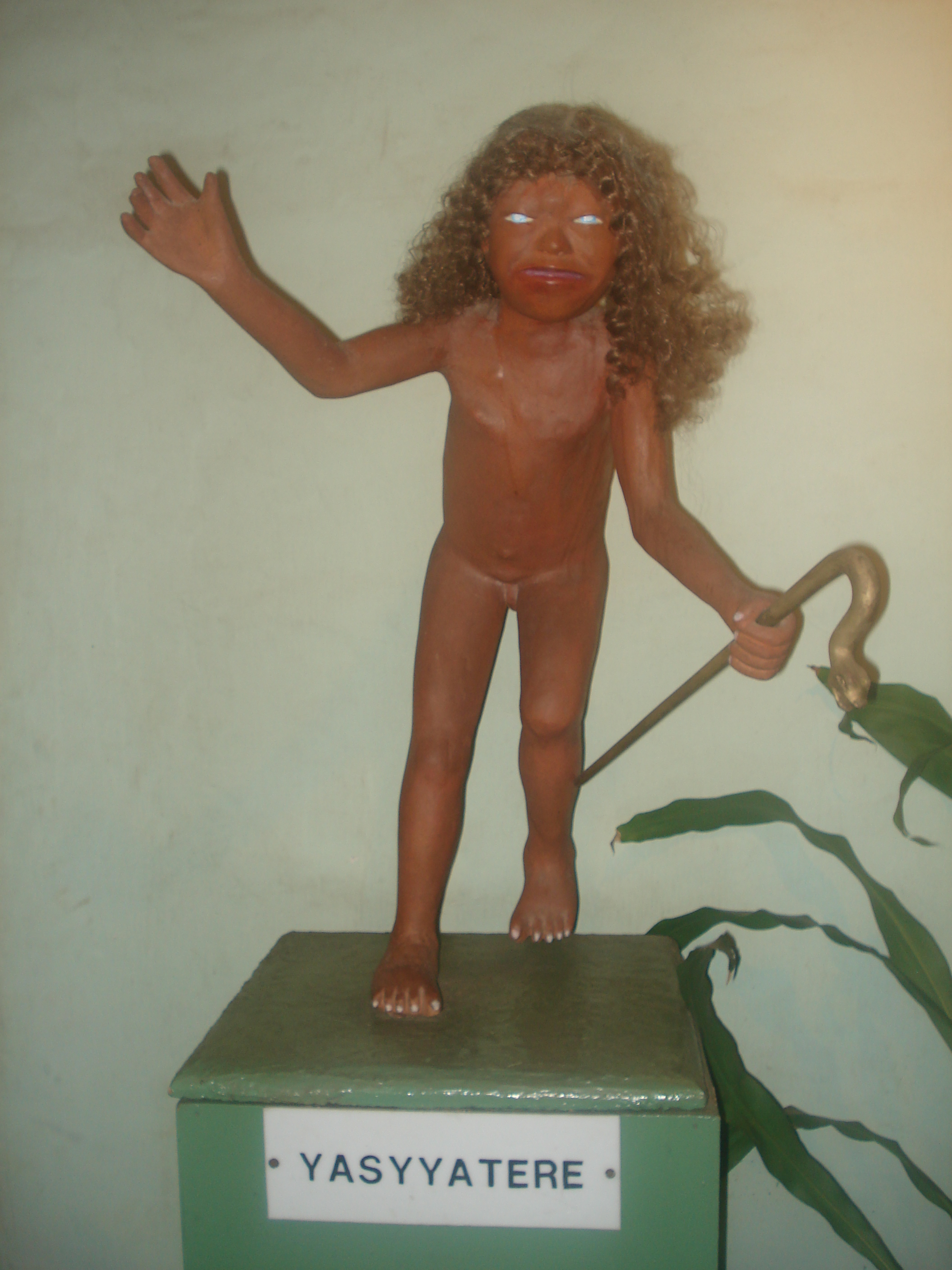
Yasi Yateré

- Pombero（英语：Pombero），居住在森林裡、需要被安撫的小妖精或矮人。他們不曾是人類。Yasi Yateré（西班牙语：Yasi Yateré） 是一種從另一個境界來的Pombero 。「他」的魔力被嚴格地侷限在「他」所居住的地方。他的特徵是模糊且不確定的，在其中一個傳說中，他被定義成「帥氣、赤裸、鬍子濃密且住在樹幹中的金髮侏儒」；在其它版本中，他是個”醜陋、喜愛蜂蜜、腳掌長在後面的瘸腿老男人”。不過大多數傳說都說他會搶奪孩子、「舔」他們，並將孩子包裹在攀援植物中或將孩子溺死在河裡。為了安撫他，瓜拉尼人將禮物（例如蜂蜜）遺留在森林中和他相關的地方。另一個Pombero是Cuarahú Yara，他是鳥兒的保護者，能夠吹出和鳥兒相同的口哨聲。他可以和人類成為朋友，但同時也以綁架獨自追趕鳥兒的年輕男孩著名。如果有必要，他可以化作成人類、樹或是風信子的型態。Curupí是陽具崇拜中的神話人物，會和年輕女性交媾。他擁有被蜥蜴鱗片包覆的皮膚、擁有催眠術的眼睛和一個巨大的陰莖。

神聖的伊瓜蘇大瀑布對於瓜拉尼人有特殊意義，同時也是眾多神話和傳說的靈感來源。在特定的時候，瀑布會揭示古代戰爭的聲響。這裡同時也是叫做I-Yara的邪惡Pombero綁架並藏匿淑女Angá的地方。棲息在瀑布附近的燕子至今仍在尋找她，但依舊一無所獲。

### 慶祝節慶、節日
瓜拉尼人的宗教場合和世俗場合之間並無太大區別。大多數的節日和慶祝活動都有宗教參與其中，即使是豐收的節日也包括神聖的儀式。

## 藝術與文學

### 印地安藝術
瓜拉尼人擁有最鮮明的印地安藝術形式，羽毛藝術。他們使用外來物種的絢麗浮誇羽毛來製作衣領和裝飾品，其中有一些已經瀕臨滅絕。

### 雕刻、陶瓷、編織和刺繡
瓜拉尼人用聖壇木或樹藤木製作鳥類和動物的雕刻。瓜拉尼也練習編織，陶瓷和許多紡織工藝品包括製造吊床、緞帶、刺繡和ahó poí──精心編織的麻布，縫製於衣服或餐巾上。

### 文化遺產
有些部落保留了許多的傳說和故事，例如Mbayás部落。傳統樂器包括鼓、搖鈴和長笛。有時，重要的道德和社會課程會以短劇的形式上演在村落裡的孩子面前。目前，瓜拉尼歌曲和詩歌已經進入巴拉圭的流行文化。

## 現況
- 巴拉圭

瓜拉尼民族和文化在此得以保存。幾乎所有巴拉圭邊界的森林部落都是瓜拉尼人。許多人是歸化區中的瓜拉尼人後裔。在巴拉圭，有非常多且超過半數的人擁有瓜拉尼血統，瓜拉尼語也在此被廣泛地使用。
- 玻利維亞

居住在玻利維亞的瓜拉尼人居住在巴拉圭和阿根廷的邊界。
瓜拉尼人在玻利維亞有三個子族群，各自有獨特的方言和歷史差異：
1. Avá guaraní（西班牙语：Avá guaraní） 大約有50,000人口，居住在安地斯山脈山麓地區。Avá在瓜拉尼語中，意即「男人」。後來該名稱都可用來指稱居住在巴拉圭、巴西的眾多瓜拉尼族群。
2. Simba(克丘亞語：編織) ：又稱Guaraní katui。 居住在皮科馬約河附近，由男性保持編髮的傳統，但多數年輕人已不再堅持這種做法。
3. The Izoceño Guaraní：居住在Ɨsoso( Izozo)地區。

- 巴西

居住在南馬托格羅索州的瓜拉尼Kaiowá支面臨滅族。
國際存活人權團體報告顯示，南馬托格羅斯州瓜拉尼原住民的生活情況極為惡劣，他們所面對的問題包括暴力、歧視、饑餓和工作剝削等。2005-2010年間有超過200起謀殺案和150多起自殺案，超過100名的兒童死於營養不良， 約200名印地安人受到逮捕；而兇手通常是不滿原住民和他們搶地的農場業主所雇用的槍手和保鏢。
國際存活人權團體將這些問題歸咎於欠缺土地和瓜拉尼人被逐出其傳統領地，同時指責巴西國家原住民基金會（Funai）未履行3年前和公共部達成的協議，在今年4月以前將這些領地歸還給瓜拉尼族人。人權團體還指控南馬托格羅斯政府與農場業主站在同一陣線，反對規劃原住民領地，致使農村地區的敵對狀態持續。

## 著名人士
- 曼努埃爾•奧爾蒂斯格雷羅Manuel Ortiz Guerrero（西班牙语：Manuel Ortiz Guerrero）  (1897~1933)，瓜拉尼詩人。
- 格雷戈里奧•戈麥斯Gregorio Gomez，瓜拉尼詩人。
- 阿古斯丁‧畢奧‧巴里歐斯Agustín Pío Barrios  (1885~1944)，古典吉他作曲家。
- 迭戈·马拉多纳，足球运动员。